# Tit Cham Chau
Tit Cham Chau (kinesiska: 鐵篸洲, 铁篸洲) är en ö i Hongkong (Kina). Den ligger i den östra delen av Hongkong.